# Ifriqiya

La provincia romana Africa Proconsularis (in rosso), a cui corrispondeva Ifriqiya e da cui derivava il nome, comprendeva i territori occidentali sottratti ai Numidi e aggiunti da Cesare.

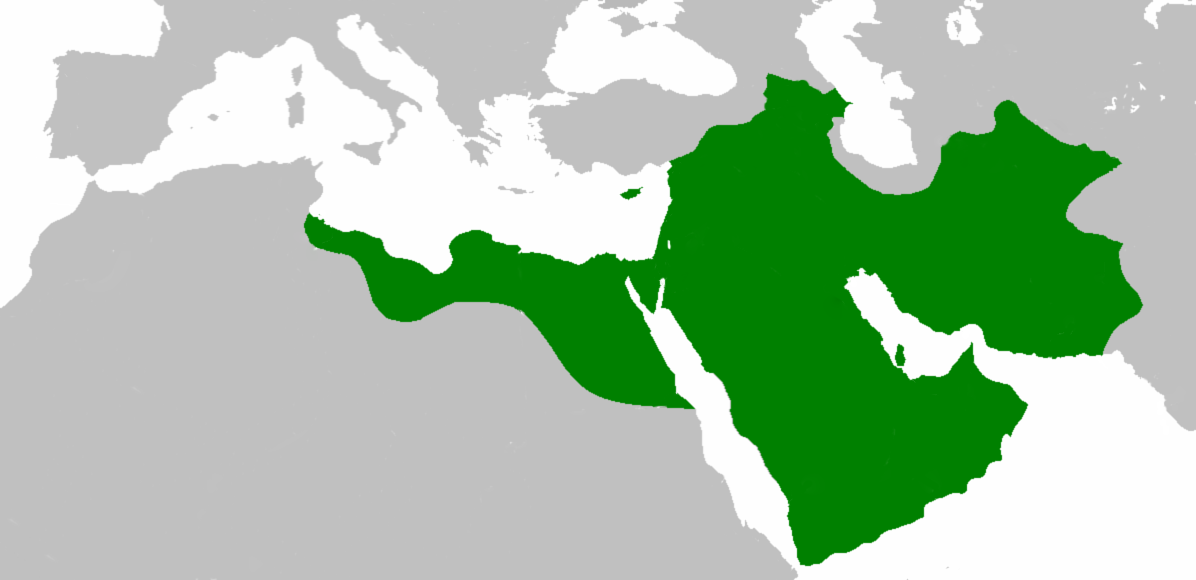
Il Califfato omayyade verso il 650, all'inizio della conquista musulmana di Ifriqiya.

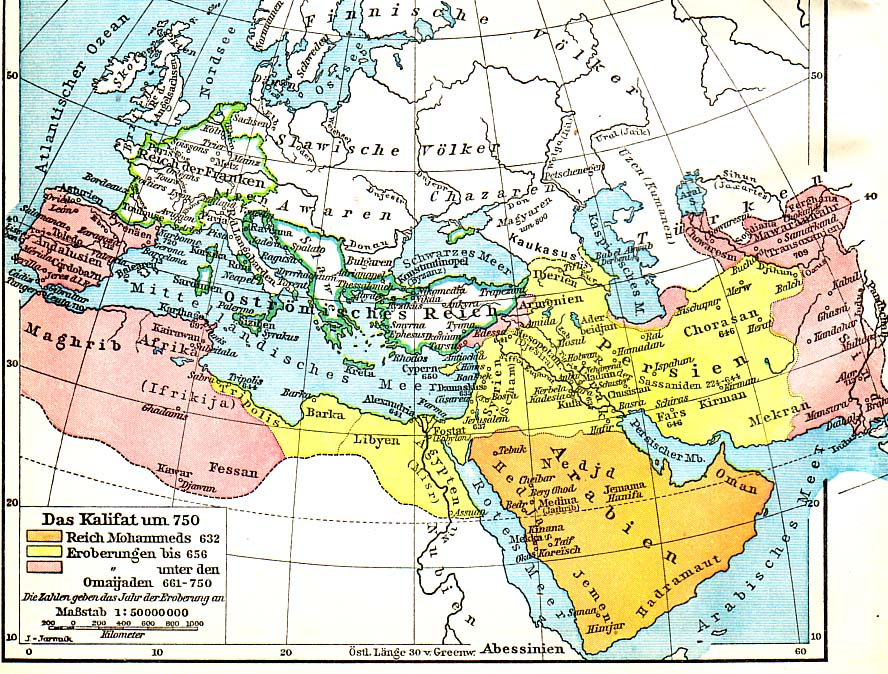
In rosa il governatorato di Ifriqiya, comprendente il sotto-governatorato di al-Andalus verso il 750, alla caduta del califfo omayyade, Marwan II.

Ifrīqiya (in arabo إفريقية‎? in berbero: ⵉⴼⵔⵉⵇⵢⴰ) è il nome che gli Arabi dettero alla provincia d'Africa, istituita dai Romani. 

## Storia
Coincidente con tutta l'attuale Tunisia, più le propaggini più orientali dell'Algeria e dell'occidentale Tripolitania, la provincia Africa era un Paese che produceva pregiato grano e non meno rinomate viti (si ricordi che un cospicuo insediamento fu riservato da Gaio Mario ai veterani delle sue legioni che con lui avevano combattuto in numerose occasioni nel corso dei suoi sette consolati). L'intera zona conservò anche negli anni della decadenza un ottimo sistema di canalizzazione delle acque che rendevano fertile e produttivo il suolo anche quando sopraggiunse l'ondata germanica dei Vandali provenienti dalla penisola iberica.

L'Ifrīqiya divenne con l'Islam sede di wilāya (governatorato) fin dal VII secolo e il campo fortificato di Qayrawān ne fu capitale, presto trasformatasi in uno dei più importanti centri urbani dell'intero Nordafrica islamico, secondo alla sola egiziana al-Fusṭāṭ. La Sicilia musulmana era parte dell'Ifrīqiya. Dal wālī di Qayrawān dipese, fino alla sua indipendenza, il sotto-governatorato di al-Andalus, con capitale del sotto-governatorato, prima a Siviglia e poi a Cordova.

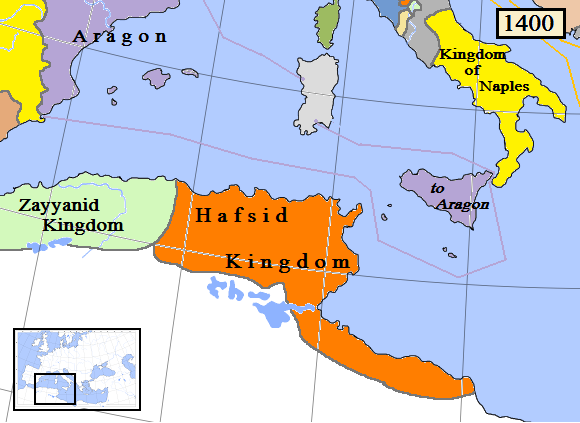
Regno hafside verso il 1400.

## Conquista musulmana di Ifriqiya
- Mu'awiya ibn Hudayj, tra il 665 ed il 666 iniziò la conquista, governando la regione da Barqa[2].
- Uqba ibn Nafi, tra il 666 ed il 674 conquistò il sud della Tunisia (Byzacena), e, nel 670, fondò Kairouan[3].
- Abu al-Muhajir Dinar, tra il 674 ed il 681, continuò ad avanzare verso occidente[4].
- Uqba ibn Nafi, (seconda nomina), tra il 681 ed il 683[5], — arrivò sino in Marocco, apparentemente sottomise l'intero Maghreb. 
  - Alla morte di ʿUqba, gli Arabi, tra il 683 ed il 686, furono scacciati dalla Byzacena, occupata dai Berberi dell'Aurès capitanati da Kusayla[6].
- Zuhayr ibn Qays, tra il 683 ed il 689, inizialmente solo a Barqa, nel 686, riprese la Byzacena[7].
  - Alla morte di Zuhayr, i Berberi, nel 689 sotto il comando della Kahina rioccuparono la Byzacena sino al 692[8].
- Non si conoscono i comandanti arabi tra il 689 ed il 692.
- Ḥassān ibn al-Nuʿmān al-Ghassānī, tra il 692 ed il 703, inizialmente solo a Barqa, occupò Cartagine, la perse e quindi la rioccupò nel 698; riconquistò in modo permanente l'Ifriqiya, la organizzò come nuova provincia, separandola dall'Egitto, direttamente dipendente dal Califfato omayyade, con capitale Qayrawan[9].

## Governatori di Ifriqiya del Califfato omayyade
- Musa ibn Nusair al-Lakhmi, 703-715[10].
  - Durante la Conquista islamica della penisola iberica, Abd Allah ibn Musa fu reggente a Qayrawan, per il padre Musa che, tra il 712 ed il 715, era in al-Andalus, come riporta il lavoro di Ibn ʿAbd al-Ḥakam sulla conquista islamica della Spagna, che ci informa che egli sostituì il padre a Qayrawan, capoluogo dell'Ifriqiya, quando partì per al Andalus[11].
- Muhammad ibn Yazid, 715-718[12].
- Ismail ibn Abd Allah ibn Abi al-Muhajir, 718-720[13].
- Yazid ibn Abi Muslim, 720-721[13].
- Muhammad ibn Yazid (riassegnato), 721
- Bishr ibn Safwan al-Kalbi, 721-727[14].
- Ubayda ibn Abd al-Rahman al-Sulami, 727-32[14].
- Oqba ibn Qudama (temporaneamente), 732-734[14].
- Obeid Allah ibn al-Habhab al-Maousili, 734-41[15]. (Grande rivolta berbera iniziata nel 740[16])
- Kulthum ibn Iyad al-Qasi, 741[16]
- Balj ibn Bishr al-Qushayri[16] (de jure, a Cordova) and Abd al-Rahman ibn Oqba al-Ghaffari (de facto, a Qayrawan), 741-42
- Handhala ibn Safwan al-Kalbi, 742-44[17].
- Abd al-Rahman ibn Habib al-Fihri, 745-755, che dopo la caduta del Califfo omayyade, Marwan II ibn Muhammad ibn Marwan, nel 750 circa, si rese indipendente[18].